# Коларско-ковачка радионица
Коларско-ковачка радионица се налази Бачкој Тополи, смештена је у згради која је грађена у стилу еклектике. Радионицу су основали браћа Егри у последњој четвртини 19. века. Пројектована је по тада важећим прописима за индустријске објекте. Састоји се од коларско-ковачке радионице са алатима и примерима готових производа.

## Зграда радионице
Грађена је опеком као приземна зграда правоугаоне основе, покривена бибер црепом. До шездесетих година 20. века била је у функцији, а од осамдесетих је у њој уређена музејска поставка коју чине алати и готови производи некадашње радионице. Сведочећи о занатском умећу, по којем су мајстори из Бачке Тополе били надалеко познати, радионица браће Егри, као пример пројектованог објекта за коларско-ковачку радионицу, имала је за средину, у којој је настала значење индустријског заметка.
Као карактеристичан споменик занатства северне Бачке и последња радионица у изворном облику, сведочи о мајсторима коларима и ковачима који су на овом терену успели да створе посебан тип запрежних кола, такозвану „Тополску кочију”, због типичних гвоздених украса.
Данас је унутрашње уређење ковачко- коларске радионице доступно посетиоцима, а изложена је и једна добро очувана, црна кочија.